# Macropitthea ichnolepida
Macropitthea ichnolepida är en fjärilsart som beskrevs av Claude Herbulot 1973. Macropitthea ichnolepida ingår i släktet Macropitthea och familjen mätare. Inga underarter finns listade i Catalogue of Life.